# Sury-ès-Bois
Pour les articles homonymes, voir Sury (homonymie).
Sury-ès-Bois est une commune française située dans le département du Cher en région Centre-Val de Loire.

## Géographie
La rivière Notreure traverse le territoire de la commune.

### Climat
Pour des articles plus généraux, voir Climat du Centre-Val de Loire et Climat du Cher.
En 2010, le climat de la commune est de type climat océanique dégradé des plaines du Centre et du Nord, selon une étude du CNRS s'appuyant sur une série de données couvrant la période 1971-2000. En 2020, Météo-France publie une typologie des climats de la France métropolitaine dans laquelle la commune est exposée à un climat océanique altéré et est dans la région climatique  Centre et contreforts nord du Massif Central, caractérisée par un air sec en été et un bon ensoleillement. 
Pour la période 1971-2000, la température annuelle moyenne est de 11 °C, avec une amplitude thermique annuelle de 16,7 °C. Le cumul annuel moyen de précipitations est de 841 mm, avec 11,8 jours de précipitations en janvier et 7,4 jours en juillet. Pour la période 1991-2020, la température moyenne annuelle observée sur la station météorologique la plus proche, située sur la commune de Vailly-sur-Sauldre à 4 km à vol d'oiseau, est de 11,3 °C et le cumul annuel moyen de précipitations est de 792,8 mm,. Pour l'avenir, les paramètres climatiques de la commune estimés pour 2050 selon différents scénarios d'émission de gaz à effet de serre sont consultables sur un site dédié publié par Météo-France en novembre 2022.
| Mois                                  | jan.            | fév.             | mars           | avril         | mai           | juin          | jui.           | août         | sep.            | oct.            | nov.             | déc.             | année    |
| ------------------------------------- | --------------- | ---------------- | -------------- | ------------- | ------------- | ------------- | -------------- | ------------ | --------------- | --------------- | ---------------- | ---------------- | -------- |
| Température minimale moyenne (°C)     | 0,4             | −0,2             | 1,6            | 3,4           | 7,4           | 10,9          | 12,5           | 12,1         | 8,5             | 6,7             | 3,2              | 1                | 5,6      |
| Température moyenne (°C)              | 3,7             | 4,2              | 7,4            | 10,1          | 14            | 17,7          | 19,8           | 19,5         | 15,4            | 11,8            | 7,1              | 4,3              | 11,3     |
| Température maximale moyenne (°C)     | 7,1             | 8,7              | 13,2           | 16,8          | 20,7          | 24,4          | 27,1           | 26,9         | 22,4            | 17              | 11               | 7,6              | 16,9     |
| Record de froid (°C) date du record   | −22 16.01.1985  | −18,5 22.02.1986 | −13,5 01.03.05 | −7,4 09.04.03 | −3 07.05.1979 | −1 05.06.1991 | 2,3 04.07.1984 | 1 31.08.1986 | −1,5 21.09.1978 | −7,5 31.10.1997 | −11,5 24.11.1998 | −19,5 31.12.1985 | −22 1985 |
| Record de chaleur (°C) date du record | 17,6 05.01.1999 | 22,5 27.02.19    | 26,2 31.03.21  | 30 20.04.18   | 32,5 28.05.17 | 40 27.06.11   | 42 24.07.19    | 41 06.08.03  | 36 14.09.20     | 30,7 01.10.1985 | 23,2 08.11.15    | 19,8 16.12.1989  | 42 2019  |
| Précipitations (mm)                   | 70              | 60,1             | 58,2           | 61,5          | 71,3          | 56            | 61,9           | 60,1         | 60,3            | 75,2            | 76,8             | 81,4             | 792,8    |

## Urbanisme

### Typologie
Au 1er janvier 2024, Sury-ès-Bois est catégorisée commune rurale à habitat très dispersé, selon la nouvelle grille communale de densité à 7 niveaux définie par l'Insee en 2022.
Elle est située hors unité urbaine et hors attraction des villes,.

### Occupation des sols
L'occupation des sols de la commune, telle qu'elle ressort de la base de données européenne d’occupation biophysique des sols Corine Land Cover (CLC), est marquée par l'importance des territoires agricoles (94 % en 2018), une proportion sensiblement équivalente à celle de 1990 (93,9 %). La répartition détaillée en 2018 est la suivante : 
prairies (43,4 %), terres arables (40,8 %), zones agricoles hétérogènes (9,8 %), forêts (6 %).
L'évolution de l’occupation des sols de la commune et de ses infrastructures peut être observée sur les différentes représentations cartographiques du territoire : la carte de Cassini (XVIIIe siècle), la carte d'état-major (1820-1866) et les cartes ou photos aériennes de l'IGN pour la période actuelle (1950 à aujourd'hui).

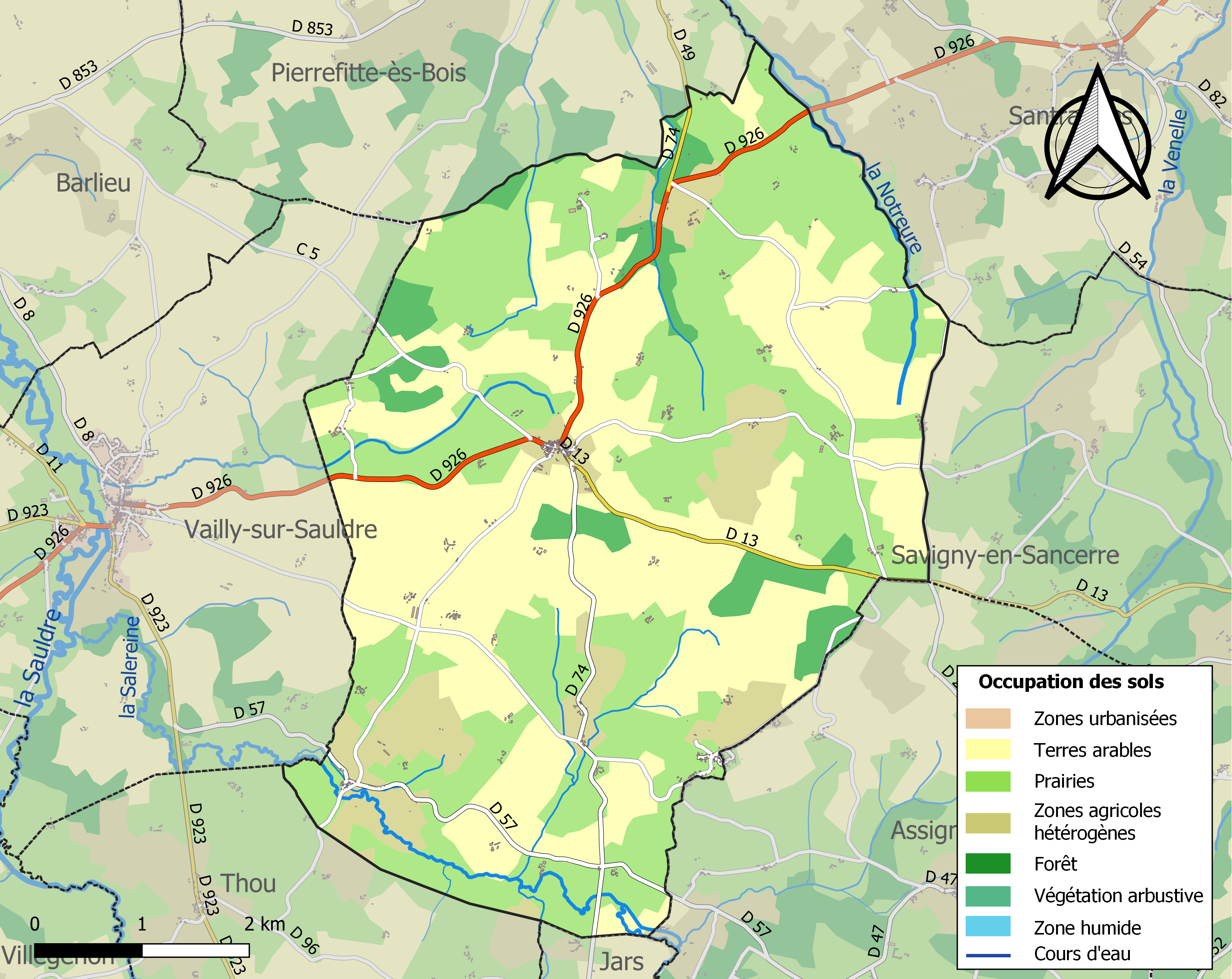
Carte des infrastructures et de l'occupation des sols de la commune en 2018 (CLC).

### Risques majeurs
Le territoire de la commune de Sury-ès-Bois est vulnérable à différents aléas naturels : météorologiques (tempête, orage, neige, grand froid, canicule ou sécheresse) et séisme (sismicité très faible). Un site publié par le BRGM permet d'évaluer simplement et rapidement les risques d'un bien localisé soit par son adresse soit par le numéro de sa parcelle.

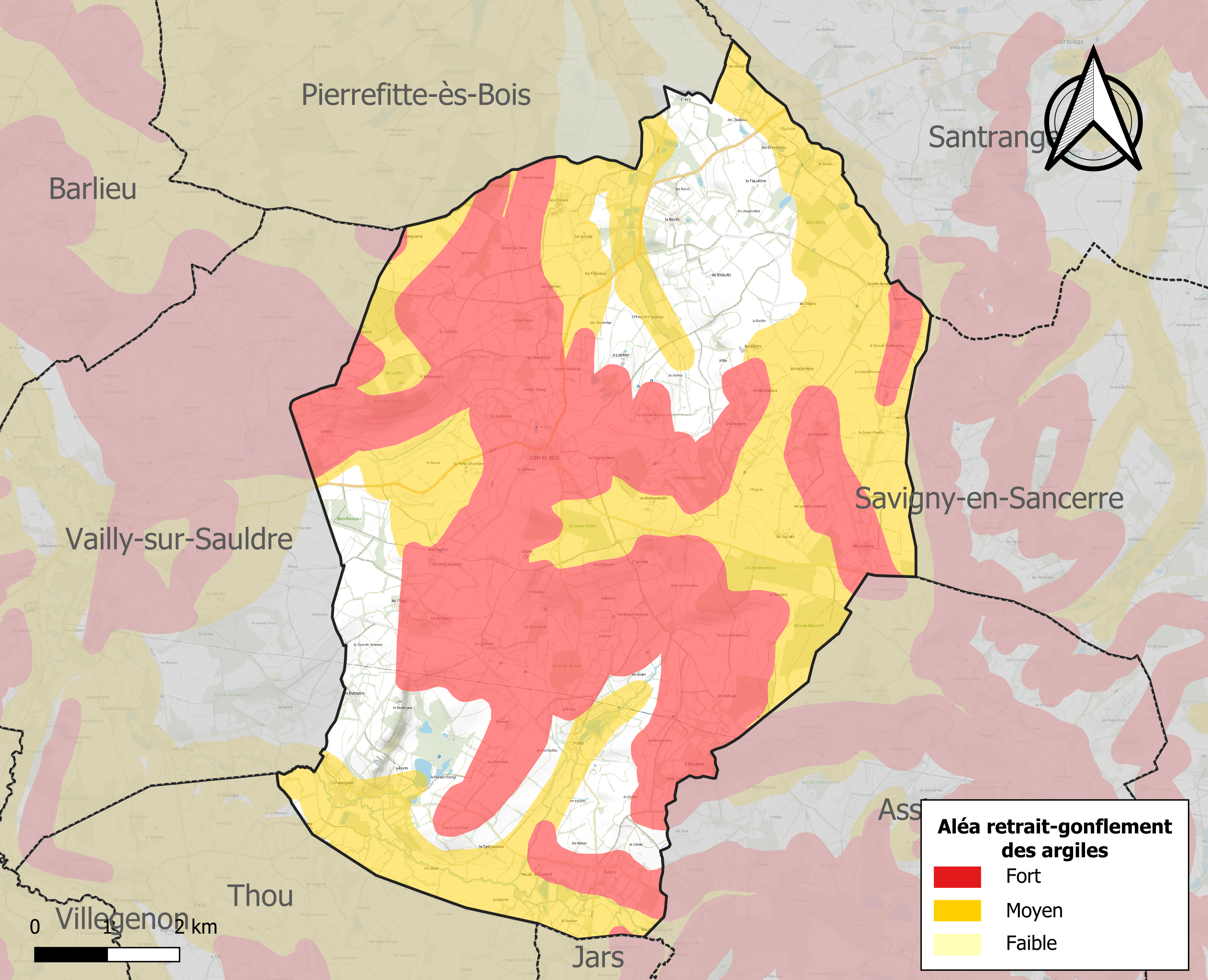
Carte des zones d'aléa retrait-gonflement des sols argileux de Sury-ès-Bois.

Le retrait-gonflement des sols argileux est susceptible d'engendrer des dommages importants aux bâtiments en cas d’alternance de périodes de sécheresse et de pluie. 79,2 % de la superficie communale est en aléa moyen ou fort (90 % au niveau départemental et 48,5 % au niveau national). Sur les 259 bâtiments dénombrés sur la commune en 2019, 226 sont en aléa moyen ou fort, soit 87 %, à comparer aux 83 % au niveau départemental et 54 % au niveau national. Une cartographie de l'exposition du territoire national au retrait gonflement des sols argileux est disponible sur le site du BRGM,.
Concernant les mouvements de terrains, la commune a été reconnue en état de catastrophe naturelle au titre des dommages causés par la sécheresse en 1989, 1991 et 2018 et par des mouvements de terrain en 1999.

## Toponymie
Sury vient du bas-latin Suriacus formé du gentilice Surius, surnom d’origine ethnique signifiant le Syrien, et du  suffixe acus. Ce mot désigne soit un indigène, soit un habitant de l’Empire romain ayant été en poste en Syrie. Il faut noter cependant qu'on trouve aussi des Suriacus dans les noms romains au début du IIIe siècle (Les dieux augustes dans l'Occident romain : un phénomène d'acculturation, Thèse par Alain Villaret ; Ausonius-Institut de recherche sur l'Antiquité et le Moyen âge). C'est à l'époque qui fut à la fois celle de l'occupation romaine et celle de l'évangélisation de la Gaulle que nous devons, selon la tradition, le nom de Sury-ès-Bois. Une question reste ne suspens : est-ce que ce Surius avait aussi des terres à Sury-près-Léré et à Sury-en Vaux ? Formes anciennes du nom : Sariacum in boschis (1146) ; Suriacum in boschis (1164) ; Seri in bosco (1228) ; Parrochia Suriaci (1259) ; Seriacum in bosco (1262) ; Suriacum in sylvis (1269) ; Sury au bois (1410) ; Sury ès Boys (1419, 1480, 1788, Cassini) ; Suri au Bois (1547) ; Cerbry (1566) ; Sevry ès Bois (1567) ; Suri es bois (1608)https://les-noms-de-lieux-de-vailly-sur-sauldre.e-monsite.com/

## Histoire
En 1184, le village a été rasé par la troupe de mercenaires brabançons engagée par le roi de France Philippe Auguste, afin de combattre le comte Étienne 1er de Sancerre qui désorganise le royaume par des luttes incessantes dans le centre de la France, notamment dans l’Orléanais. En récompense, Philippe Auguste a donné le village à sa troupe de mercenaires.

## Politique et administration
| Période                                  | Période  | Identité              | Étiquette | Qualité                             |
| ---------------------------------------- | -------- | --------------------- | --------- | ----------------------------------- |
| Les données manquantes sont à compléter. |          |                       |           |                                     |
| mars 2001                                | En cours | Jean-Claude Rimbault, |           | Professeur, profession scientifique |

## Démographie
L'évolution du nombre d'habitants est connue à travers les recensements de la population effectués dans la commune depuis 1793. Pour les communes de moins de 10 000 habitants, une enquête de recensement portant sur toute la population est réalisée tous les cinq ans, les populations de référence des années intermédiaires étant quant à elles estimées par interpolation ou extrapolation. Pour la commune, le premier recensement exhaustif entrant dans le cadre du nouveau dispositif a été réalisé en 2007.

En 2022, la commune comptait 300 habitants, en évolution de +13,64 % par rapport à 2016 (Cher : −2,48 %, France hors Mayotte : +2,11 %).
| 1793 | 1800 | 1806 | 1821 | 1831  | 1836  | 1841  | 1846  | 1851  |
| ---- | ---- | ---- | ---- | ----- | ----- | ----- | ----- | ----- |
| 763  | 763  | 691  | 862  | 1 025 | 1 048 | 1 144 | 1 277 | 1 304 |

| 1856  | 1861  | 1866  | 1872  | 1876  | 1881  | 1886  | 1891  | 1896  |
| ----- | ----- | ----- | ----- | ----- | ----- | ----- | ----- | ----- |
| 1 316 | 1 368 | 1 430 | 1 362 | 1 362 | 1 353 | 1 369 | 1 324 | 1 230 |

| 1901  | 1906  | 1911  | 1921 | 1926 | 1931 | 1936 | 1946 | 1954 |
| ----- | ----- | ----- | ---- | ---- | ---- | ---- | ---- | ---- |
| 1 223 | 1 182 | 1 062 | 895  | 886  | 820  | 783  | 683  | 631  |

| 1962 | 1968 | 1975 | 1982 | 1990 | 1999 | 2006 | 2007 | 2012 |
| ---- | ---- | ---- | ---- | ---- | ---- | ---- | ---- | ---- |
| 560  | 506  | 423  | 371  | 350  | 315  | 296  | 293  | 260  |

| 2017 | 2022 | - | - | - | - | - | - | - |
| ---- | ---- | - | - | - | - | - | - | - |
| 270  | 300  | - | - | - | - | - | - | - |

## Culture locale et patrimoine

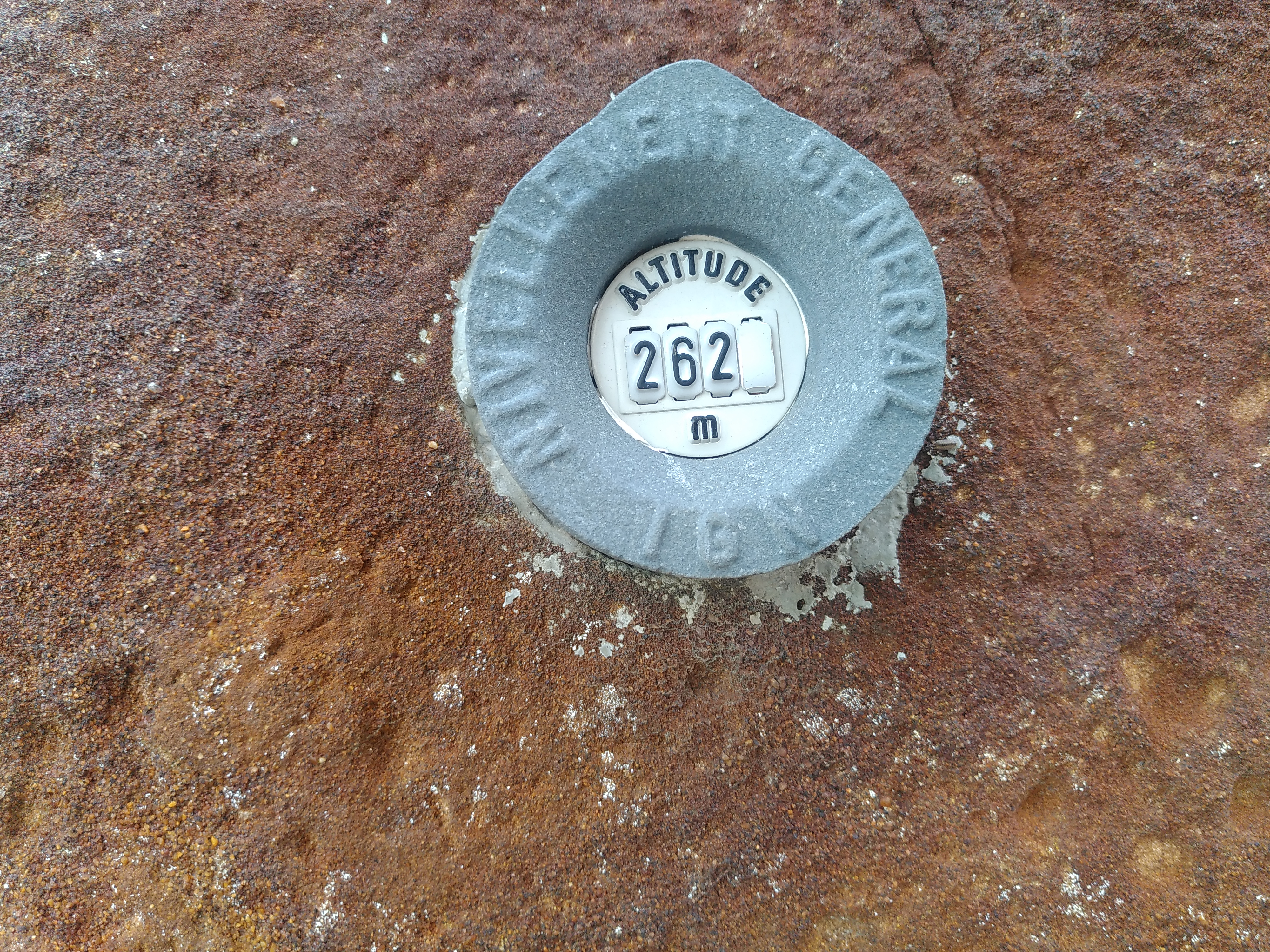
Repère altimétrique sur un mur de l'église.

### Lieux et monuments
- Église Saint-Martin, datant du début du XVIe siècle.
- Prieuré Notre-Dame-de-Charpignon, datant du début du XIIIe siècle, fondé par une donation de Pierre de Livron, chevalier, seigneur de Pesselières, en partance pour Compostelle, faite en 1228 pour l'Abbaye de Saint-Satur.

### Héraldique
| Blason de Sury-ès-Bois | Blason  | Tiercé en pairle renversé : au 1er d'azur à deux léopards couronnés d'or, l'un au-dessus de l'autre, au 2e de sinople à une gerbe de blé d'or liée de gueules, au 3e d'argent à une tête de cheval coupée de tenné, allumée d'argent et bridée de gueules. |
| Blason de Sury-ès-Bois | Détails | Le statut officiel du blason reste à déterminer. |